# Nueva Izquierda 95
Nueva Izquierda 95 (del lituano Naujoji kairė 95) es un movimiento moderno cultural de izquierda política. Fue creado en 2007 en Lituania con el objetivo de generar alternativas políticas. El movimiento publicó 45 tesis o manifiestos en los que se declaraba partidario de las ideas de justicia social, tolerancia, innovación, igualdad y de la acción contra la discriminación. Nueva Izquierda 95 es un proyecto que unifica a modernos intelectuales y educadores lituanos como Jolanta Aidukaitė, Rasa Baločkaitė, Andrius Bielskis, Martynas Budraitis, Linas Eriksonas, Aušra Pažėraitė y Nida Vasiliauskaitė.